# Youth Without Youth
 Youth Without Youth és una pel·lícula dirigida per Francis Ford Coppola, estrenada el 2007. Aquesta coproducció internacional és l'adaptació d'una novel·la homònima de l'autor romanès Mircea Eliade.
En una entrevista, Coppola va dir que va fer la pel·lícula com una meditació sobre el temps i la consciència, cosa que considera un "canvi de tapís de la il·lusió", però va afirmar que la pel·lícula pot ser apreciada també com una bella història d'amor, o com una de misteri.

## Argument
El 1938, colpit per un llamp a Bucarest, el vell Professor Dominic Matei accedeix a un estat de superhome. Pot perseguir la cerca de la seva vida, la recerca dels orígens primaris del llenguatge. El rejoveniment és una de les etapes visibles del seu estat.

## Repartiment
- Tim Roth: Dominic Matei
- Alexandra Maria Lara: Veronica / Laura
- Bruno Ganz: Professor Stanciulescu
- André Hennicke: Josef Rudolf
- Marcel Iures: Tucci
- Adrian Pintea: Pandit
- Alexandra Pirici: dona de l'habitació 6

## Crítica
A l'agregador de crítiques Rotten Tomatoes, la pel·lícula té una qualificació del 31% basada en 103 ressenyes, amb una qualificació mitjana de 4,7/10. El consens crític del lloc diu: "Encara que és visualment atractiu, l'última pel·lícula de Coppola barreja massa gèneres amb una trama molt confusa". A Metacritic, la pel·lícula té una puntuació mitjana ponderada de 43 sobre 100, basada en 29 crítiques, indicant que són "comentaris mixtes o d'una valoració mitjana".
Youth Without Youth va ingressar 244.397 dòlars a Amèrica del Nord i 2,4 milions de dòlars en altres països amb un total de 2,6 milions de dòlars.